# تارا دسوزا
تارا دسوزا هي عارضة وممثلة هندية، ولدت في 20 ديسمبر 1986 في الهند.

## أعمال

### أفلام
- (2011) عروس أخي[4]
- (2011) ماجهسي فراندشيب كاروجي

## وصلات خارجية
- تارا دسوزا على موقع IMDb (الإنجليزية)
- تارا دسوزا على موقع قاعدة بيانات الفيلم (الإنجليزية)